# Dischidia superba
Dischidia superba är en oleanderväxtart som beskrevs av R.E. Rintz. Dischidia superba ingår i släktet Dischidia och familjen oleanderväxter. Inga underarter finns listade i Catalogue of Life.